# Шъмкент
Шъмкѐнт (на казахски: Шымкент Шымкент; на руски: Шымкент) е град в централната част на Южен Казахстан и третият най-голям град по население в страната след Алмати и столицата Астана. През 2018 г. жителите на Шъмкент наброяват 1 002 291 души. До 2018 г. Шъмкент е административен център на бившата Южноказахстанска (днешната Туркестанска) област. Днес градът има статут на самостоятелна административна единица с ранг на област.
По време на Съветския съюз градът е бил известен с названието Чимкент. След като Казахстан става независима държава с постановление на Президиума на Върховния съвет на Република Казахстан през 1992 г. е възстановено историческото казахско име на града.

## История
За първи път се споменава от персийския историк Шараф ад-дин Али Йа(е)зди (1425) в книгата „Зафар Наме“ („Книга на победите“) при описване на военните походи на Тимур (Тамерлан).
На територията на съвременния Шъмкент са съществували селища в края на 11 – началото на 12 век. Открити са също погребения от 5 – 6 в. н.е. и културни пластове от 2 – 3 в. пр.н.е.

## Култура
По-важните културни учреждения в Шъмкент са:
- Областна филхармония „Ш. Калдаяков“
- Руски драматичен театър
- Казахски драматичен театър „Ж. Шанин“
- Театър за опера и балет
- Театър за сатира и хумор
- Куклен театър
- цирк (4-то цирково здание в страната) – от 2011 г.

В града развиват дейност също 19 културни национални центъра, които обикновено ползват Дома за дружба между народите „С. Сейфулин“.

## Икономика
Шъмкент е сред водещите промишлени и икономически центрове на Казахстан. В града има 69 предприятия от фармацевтическата, цветната металургия, машиностроенето, химическата, нефтопреработващата и хранителната промишленост и производството на строителни материали.

## Побратимени градове
- Могильов, Беларус
- Стивънейдж, Великобритания
- Измир, Турция[3]
- Истанбул, Турция
- Адана, Турция
- Патая, Тайланд
- Гросето, Италия
- Байин, Китай
- Ходжент, Таджикистан